# The Best of Natacha Atlas
The Best of Natacha Atlas è un album di raccolta della cantante belga Natacha Atlas, pubblicato nel 2005. 

## Tracce
1. Leysh Nat' Arak (new version)
2. Mon Amie La Rose
3. Eye of the Duck
4. Ezzay
5. Fakrenha
6. 'Mistaneek (2005 edit)
7. Leysh Nat' Arak (TJ Rehmi remix)
8. You Only Live Twice
9. Yalla Chant (2005 edit)
10. Fun Does Not Exist (new version)
11. I Put a Spell on You
12. (It's a Man's Man's) Man's World
13. Amulet (2005 edit)
14. Kidda
15. Leysh Nat' Arak (2005 dub mix)
16. Le Printemps
17. Moustahil (live) (traccia nascosta)